# NGC 1440
NGC 1440 je galaksija u zviježđu Eridan.

## Vanjske poveznice
- SEDS: NGC 1440